# From This Day
From This Day – singel zespołu Machine Head wydany w 1999 roku.

## Lista utworów
1. „From This Day” – 3:10
2. „Alcoholocaust” – 3:45
3. „House of Suffering” (Bad Brains cover) – 2:09

## Twórcy
- Robb Flynn – gitara elektryczna, śpiew
- Ahrue Luster – gitara elektryczna
- Adam Duce – gitara basowa
- Dave McClain – perkusja